# خاندان بلعمی
خاندان بلعمی یا بلعمیان از خاندان‌های ایرانی اهل خراسان بودند که در زمان سامانیان در حفظ و بالندگی فرهنگ ایرانی و زبان فارسی کوشش‌های بسیاری کردند و علاوه بر مقام علمی، مناصب وزارت و سرداری سپاه را نیز برعهده داشتند. کلمهٔ بلعمی منسوب به «بلعم» شهری از دیار روم یا «بلعمان» جایی به روستای لاسجرد مرو خراسان است. از میان افراد خاندان بلعمی، ابوالفضل بلعمی و ابوعلی بلعمی -صاحب کتاب تاریخ بلعمی- نامی‌تر از دیگران‌اند. نفیسی می‌گوید در حق ایشان اشتباهات در میان بوده است. بعضی پدر و پسر را با هم مشتبه کرده‌اند زیرا که هر دو را نام محمد بوده است و برخی دو برادر دانسته‌اند و حال آنکه پدر و پسر بوده‌اند. ابوالفضل مرد ادیب و بسیار کافی بود و ابوعلی پسر وی در عالم و ادب از وی بزرگتر به‌شمار می‌رود و مخصوصاً در زبان فارسی یکی از بزرگان ایران بوده  و شعر فارسی نیز می‌سروده است.
کسایی مروزی دربارهٔ خاندان بلعمیان گفته است:
| به وقت دولت سامانیان و بلعمیان |  | چنین نبود جهان، با نهاد و سامان بود |